# Ciprian Tătărușanu
Anton Ciprian Tătărușanu (IPA: [anˈton t͡ʃipriˈan tətəruˈʃanu]; Bucarest, 9 febbraio 1986) è un ex calciatore rumeno, di ruolo portiere.

## Caratteristiche tecniche
Chiamato l'Uomo Ragno in patria, a dispetto del fisico imponente, è abile non solo sui palloni alti, ma anche sui tiri rasoterra. Sicuro nelle uscite, possiede una buona reputazione a livello internazionale ed è uno specialista nel parare i calci di rigore.
A Firenze, amorevolmente, lo hanno ribattezzato Cipriano, italianizzando il suo nome.

## Carriera

### Club

#### Esordi e Steaua Bucarest

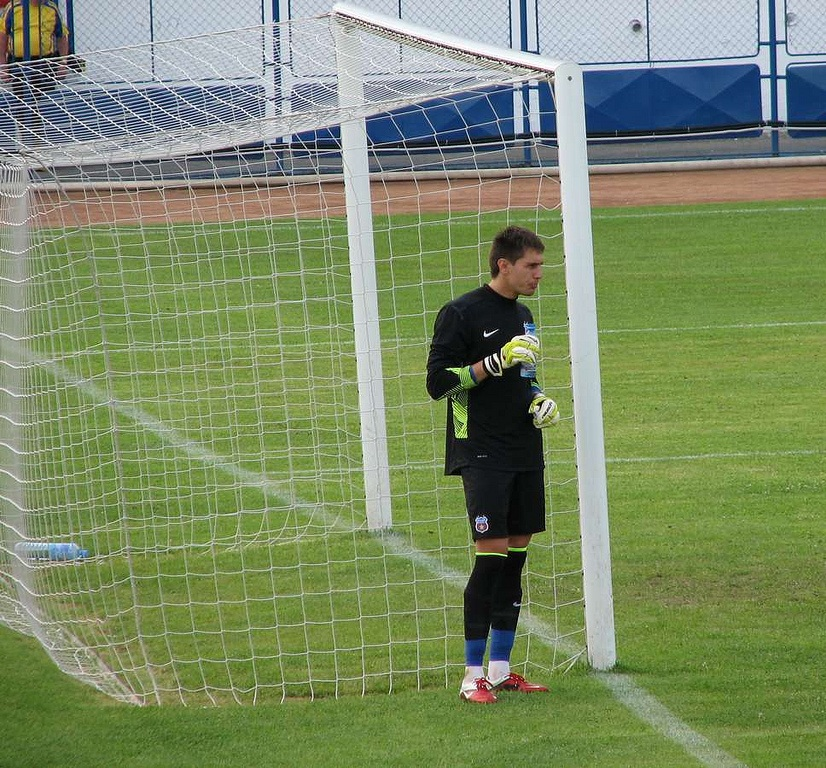
Tătărușanu ai tempi della Steaua Bucareșt nel 2011

Muove i primi passi nel calcio professionistico nella Juventus, in Serie C, dove rimane fino al 2006, quando viene ingaggiato ufficialmente dal Gloria Bistrița.
Il 26 maggio 2008 viene acquistato a titolo definitivo dalla Steaua Bucarest, che decide di lasciarlo in prestito nel club di Bistrița fino a fine stagione. Dall'annata 2009-2010 diventa il portiere titolare della Steaua Bucarest, esordendo nella Liga I il 2 agosto 2009, contro il Ceahlăul.

#### Fiorentina
Il 9 giugno 2014, dopo essere andato in scadenza con la Steaua, a 28 anni firma un contratto quinquennale con la Fiorentina.
Parte inizialmente come secondo portiere, dietro il titolare Neto. Il 18 settembre seguente debutta in maglia viola, nella partita di Europa League vinta contro il Guingamp (3-0). Il suo esordio in campionato arriva invece il 6 gennaio 2015, nella sconfitta per 0-1 sul campo del Parma. Viene promosso a primo portiere dopo che il portiere brasiliano si rifiuta di rinnovare il proprio contratto in scadenza a giugno; tuttavia a fine febbraio è vittima di un infortunio al polpaccio che lo costringe ad uno stop di circa due mesi. Dal 26 febbraio Neto riprende il suo posto da titolare, mantenendolo stabilmente anche dopo il ritorno dall'infortunio di Tătărușanu, che si deve quindi accontentare di accomodarsi in panchina sia in campionato che nelle coppe.
La stagione seguente, a seguito della partenza di Neto nella sessione estiva di calciomercato (il portiere brasiliano è passato a parametro zero alla Juventus), Tătărușanu diventa titolare, sotto la guida del nuovo allenatore Paulo Sousa. Alla fine dell'anno solare viene eletto migliore calciatore rumeno del 2015.

#### Nantes e Olympique Lione
Il 27 luglio 2017 passa a titolo definitivo ai francesi del Nantes. Debutta con i gialloverdi il 12 agosto seguente nella partita persa per 1-0 contro l'Olympique Marsiglia, al termine della quale viene nominato migliore in campo. A dicembre è inserito al secondo posto nella classifica del Calciatore rumeno dell'anno, dietro a Constantin Budescu. In due stagioni da titolare totalizza 67 presenze in tutte le competizioni.
Il 13 giugno 2019 si trasferisce a parametro zero all'Olympique Lione, firmando un contratto triennale. Riserva di Anthony Lopes, esordisce con i lionesi il 18 dicembre 2019 nella partita di Coppa di Lega francese contro il Tolosa, vinta per 4-1. Chiude l'esperienza a Lione con un totale di 6 presenze, di cui 2 in campionato, una in Coppa di Francia e 3 in Coppa di Lega.

#### Milan
L'11 settembre 2020 si trasferisce al Milan per 500.000 euro, firmando un contratto triennale per ricoprire il ruolo di riserva di Gianluigi Donnarumma.
Il successivo 26 ottobre, data l'assenza di Donnarumma per positività al coronavirus, debutta con i colori rossoneri nella partita pareggiata contro la Roma (3-3). Il 12 gennaio, nella gara contro il Torino valida per gli ottavi di finale di Coppa Italia, a seguito dello 0-0 dei tempi supplementari, para un rigore a Tomás Rincón che si rivelerà utile per la qualificazione dei rossoneri ai quarti.
Viene confermato anche nella stagione successiva come riserva, stavolta del nuovo arrivato Mike Maignan. A seguito dell'infortunio occorso a quest'ultimo nel mese di ottobre, che lo costringe a rimanere lontano dal campo per diversi mesi, il rumeno viene schierato come titolare, debuttando il 16 ottobre 2021 nella partita vinta per 3-2 in casa contro il Verona. Il successivo 19 ottobre debutta anche in UEFA Champions League con il club rossonero, giocando da titolare la partita persa per 1-0 sul campo del Porto. A fine stagione può fregiarsi della vittoria del campionato.
Nella stagione successiva trova ulteriore spazio, in seguito a un nuovo infortunio occorso al portiere francese a inizio stagione. Esordisce il 1º ottobre 2022, nella vittoria in casa dell'Empoli (1-3), e mantiene il ruolo nei mesi seguenti.

#### Abha e ritiro
Il 10 agosto 2023, firma un contratto biennale con l'Abha, squadra della massima serie saudita. Il 2 aprile 2024, subisce otto reti nella partita di campionato contro l'Al-Nassr. Termina la sua prima stagione in Arabia subendo complessivamente 87 gol in 36 partite, e rimanendo coinvolto nella retrocessione del club in seconda serie.
L'11 settembre 2024, annuncia il proprio ritiro dall'attività agonistica.

### Nazionale
Convocato per la prima volta nella nazionale maggiore rumena dal CT Răzvan Lucescu, esordisce il 17 novembre 2010 contro l'Italia; in quel periodo è divenuto il portiere titolare della sua nazionale, con cui ha partecipato, tra l'altro, al campionato europeo del 2016 in Francia.
Il 19 novembre 2020 lascia la nazionale, dopo aver collezionato 73 presenze ufficiali.

## Statistiche

### Presenze e reti nei club
Statistiche aggiornate al 4 aprile 2024.
| Stagione               | Squadra                | Campionato             | Campionato | Campionato | Coppe nazionali | Coppe nazionali | Coppe nazionali | Coppe continentali | Coppe continentali | Coppe continentali | Altre coppe | Altre coppe | Altre coppe | Totale | Totale |
| Stagione               | Squadra                | Comp                   | Pres       | Reti       | Comp            | Pres            | Reti            | Comp               | Pres               | Reti               | Comp        | Pres        | Reti        | Pres   | Reti   |
| ---------------------- | ---------------------- | ---------------------- | ---------- | ---------- | --------------- | --------------- | --------------- | ------------------ | ------------------ | ------------------ | ----------- | ----------- | ----------- | ------ | ------ |
| 2006-2007              | Gloria Bistrița        | L1                     | 1          | 0          | CR              | 0               | 0               | -                  | -                  | -                  | -           | -           | -           | 1      | 0      |
| 2007-2008              | Gloria Bistrița        | L1                     | 25         | -28        | CR              | 0               | 0               | Int.               | 2                  | -2                 | -           | -           |             | 27     | -30    |
| 2008-2009              | Gloria Bistrița        | L1                     | 19         | -29        | CR              | 0               | 0               | -                  | -                  | -                  | -           | -           | -           | 19     | -29    |
| Totale Gloria Bistrita | Totale Gloria Bistrita | Totale Gloria Bistrita | 45         | -57        |                 | 0               | 0               |                    | 2                  | -2                 |             | -           | -           | 47     | -59    |
| 2009-2010              | Steaua Bucarest        | L1                     | 15         | -16        | CR              | 1               | 0               | UEL                | 4                  | -1                 | -           | -           | -           | 20     | -17    |
| 2010-2011              | Steaua Bucarest        | L1                     | 34         | -26        | CR              | 5               | -3              | UEL                | 8                  | -12                | -           | -           | -           | 47     | -41    |
| 2011-2012              | Steaua Bucarest        | L1                     | 28         | -23        | CR              | 0               | 0               | UEL                | 7                  | -6                 | SR          | 1           | -1          | 36     | -30    |
| 2012-2013              | Steaua Bucarest        | L1                     | 27         | -19        | CR              | 0               | 0               | UEL                | 12                 | -15                | -           | -           | -           | 39     | -34    |
| 2013-2014              | Steaua Bucarest        | L1                     | 29         | -14        | CR              | 3               | -3              | UCL                | 12                 | -15                | SR          | 1           | 0           | 45     | -32    |
| Totale Steaua Bucarest | Totale Steaua Bucarest | Totale Steaua Bucarest | 133        | -98        |                 | 9               | -6              |                    | 43                 | -49                |             | 2           | -1          | 187    | -154   |
| 2014-2015              | Fiorentina             | A                      | 9          | -11        | CI              | 2               | -1              | UEL                | 7                  | -5                 | -           | -           | -           | 18     | -17    |
| 2015-2016              | Fiorentina             | A                      | 37         | -39        | CI              | 0               | 0               | UEL                | 2                  | -4                 | -           | -           | -           | 39     | -43    |
| 2016-2017              | Fiorentina             | A                      | 35         | -51        | CI              | 2               | -1              | UEL                | 7                  | -7                 | -           | -           | -           | 44     | -59    |
| Totale Fiorentina      | Totale Fiorentina      | Totale Fiorentina      | 81         | -101       |                 | 4               | -2              |                    | 16                 | -16                |             | -           | -           | 101    | -119   |
| 2017-2018              | Nantes                 | L1                     | 37         | -38        | CF+CdL          | 0               | 0               | -                  | -                  | -                  | -           | -           | -           | 37     | -38    |
| 2018-2019              | Nantes                 | L1                     | 27         | -30        | CF+CdL          | 2+1             | -3 + -2         | -                  | -                  | -                  | -           | -           | -           | 30     | -35    |
| Totale Nantes          | Totale Nantes          | Totale Nantes          | 64         | -68        |                 | 3               | -5              |                    | -                  | -                  |             | -           | -           | 67     | -73    |
| 2019-2020              | Olympique Lione        | L1                     | 2          | -2         | CF+CdL          | 1+3             | -1 + -4         | UCL                | 0                  | 0                  | -           | -           | -           | 6      | -7     |
| 2020-2021              | Milan                  | A                      | 1          | -3         | CI              | 2               | -2              | UEL                | 2                  | 0                  | -           | -           | -           | 5      | -5     |
| 2021-2022              | Milan                  | A                      | 6          | -10        | CI              | 0               | 0               | UCL                | 3                  | -2                 | -           | -           | -           | 9      | -12    |
| 2022-2023              | Milan                  | A                      | 16         | -22        | CI              | 1               | -1              | UCL                | 5                  | -5                 | SI          | 1           | -3          | 23     | -31    |
| Totale Milan           | Totale Milan           | Totale Milan           | 23         | -35        |                 | 3               | -3              |                    | 10                 | -7                 |             | 1           | -3          | 37     | -48    |
| 2023-2024              | Abha                   | SPL                    | 33         | -84        | KC              | 3               | -3              | -                  | -                  | -                  | -           | -           | -           | 36     | -87    |
| Totale carriera        | Totale carriera        | Totale carriera        | 373        | -426       |                 | 26              | -24             |                    | 71                 | -74                |             | 3           | -4          | 473    | -528   |

### Cronologia presenze e reti in nazionale
| Cronologia completa delle presenze e delle reti in nazionale ― Romania | Cronologia completa delle presenze e delle reti in nazionale ― Romania | Cronologia completa delle presenze e delle reti in nazionale ― Romania | Cronologia completa delle presenze e delle reti in nazionale ― Romania | Cronologia completa delle presenze e delle reti in nazionale ― Romania | Cronologia completa delle presenze e delle reti in nazionale ― Romania | Cronologia completa delle presenze e delle reti in nazionale ― Romania | Cronologia completa delle presenze e delle reti in nazionale ― Romania |
| Data                                                                   | Città                                                                  | In casa                                                                | Risultato                                                              | Ospiti                                                                 | Competizione                                                           | Reti                                                                   | Note                                                                   |
| ---------------------------------------------------------------------- | ---------------------------------------------------------------------- | ---------------------------------------------------------------------- | ---------------------------------------------------------------------- | ---------------------------------------------------------------------- | ---------------------------------------------------------------------- | ---------------------------------------------------------------------- | ---------------------------------------------------------------------- |
| 17-11-2010                                                             | Klagenfurt am Wörthersee                                               | Romania                                                                | 1 – 1                                                                  | Italia                                                                 | Amichevole                                                             | -1                                                                     | 46’                                                                    |
| 9-2-2011                                                               | Paralimni                                                              | Cipro                                                                  | 1 – 1 dts (4 – 5 dtr)                                                  | Romania                                                                | Torneo di Cipro 2011 - Finale 3º posto                                 | -1                                                                     |                                                                        |
| 29-3-2011                                                              | Piatra Neamț                                                           | Romania                                                                | 3 – 1                                                                  | Lussemburgo                                                            | Qual. Euro 2012                                                        | -1                                                                     |                                                                        |
| 3-6-2011                                                               | Bucarest                                                               | Romania                                                                | 3 – 0                                                                  | Bosnia ed Erzegovina                                                   | Qual. Euro 2012                                                        | -                                                                      |                                                                        |
| 7-6-2011                                                               | San Paolo                                                              | Brasile                                                                | 1 – 0                                                                  | Romania                                                                | Amichevole                                                             | -1                                                                     | 67’                                                                    |
| 10-8-2011                                                              | Serravalle                                                             | San Marino                                                             | 0 – 1                                                                  | Romania                                                                | Amichevole                                                             | -                                                                      |                                                                        |
| 2-9-2011                                                               | Lussemburgo                                                            | Lussemburgo                                                            | 0 – 2                                                                  | Romania                                                                | Qual. Euro 2012                                                        | -                                                                      |                                                                        |
| 6-9-2011                                                               | Bucarest                                                               | Romania                                                                | 0 – 0                                                                  | Francia                                                                | Qual. Euro 2012                                                        | -                                                                      |                                                                        |
| 11-11-2011                                                             | Liegi                                                                  | Belgio                                                                 | 2 – 1                                                                  | Romania                                                                | Amichevole                                                             | -2                                                                     |                                                                        |
| 29-2-2012                                                              | Bucarest                                                               | Romania                                                                | 1 – 1                                                                  | Uruguay                                                                | Amichevole                                                             | -1                                                                     |                                                                        |
| 5-6-2012                                                               | Innsbruck                                                              | Austria                                                                | 0 – 0                                                                  | Romania                                                                | Amichevole                                                             | -                                                                      |                                                                        |
| 11-9-2012                                                              | Bucarest                                                               | Romania                                                                | 4 – 0                                                                  | Andorra                                                                | Qual. Mondiali 2014                                                    | -                                                                      | 46’                                                                    |
| 12-10-2012                                                             | Istanbul                                                               | Turchia                                                                | 0 – 1                                                                  | Romania                                                                | Qual. Mondiali 2014                                                    | -                                                                      |                                                                        |
| 16-10-2012                                                             | Bucarest                                                               | Romania                                                                | 1 – 4                                                                  | Paesi Bassi                                                            | Qual. Mondiali 2014                                                    | -4                                                                     |                                                                        |
| 14-11-2012                                                             | Bucarest                                                               | Romania                                                                | 2 – 1                                                                  | Belgio                                                                 | Amichevole                                                             | -1                                                                     |                                                                        |
| 22-3-2013                                                              | Budapest                                                               | Ungheria                                                               | 2 – 2                                                                  | Romania                                                                | Qual. Mondiali 2014                                                    | -2                                                                     |                                                                        |
| 14-8-2013                                                              | Bucarest                                                               | Romania                                                                | 1 – 1                                                                  | Slovacchia                                                             | Amichevole                                                             | -1                                                                     |                                                                        |
| 6-9-2013                                                               | Bucarest                                                               | Romania                                                                | 3 – 0                                                                  | Ungheria                                                               | Qual. Mondiali 2014                                                    | -                                                                      |                                                                        |
| 10-9-2013                                                              | Bucarest                                                               | Romania                                                                | 0 – 2                                                                  | Turchia                                                                | Qual. Mondiali 2014                                                    | -2                                                                     |                                                                        |
| 15-10-2013                                                             | Bucarest                                                               | Romania                                                                | 2 – 0                                                                  | Estonia                                                                | Qual. Mondiali 2014                                                    | -                                                                      |                                                                        |
| 19-11-2013                                                             | Bucarest                                                               | Romania                                                                | 1 – 1                                                                  | Grecia                                                                 | Qual. Mondiali 2014                                                    | -1                                                                     |                                                                        |
| 5-3-2014                                                               | Bucarest                                                               | Romania                                                                | 0 – 0                                                                  | Argentina                                                              | Amichevole                                                             | -                                                                      | 46’                                                                    |
| 31-5-2014                                                              | Yverdon-les-Bains                                                      | Albania                                                                | 0 – 1                                                                  | Romania                                                                | Amichevole                                                             | -                                                                      |                                                                        |
| 7-9-2014                                                               | Atene                                                                  | Grecia                                                                 | 0 – 1                                                                  | Romania                                                                | Qual. Euro 2016                                                        | -                                                                      | 90+4’                                                                  |
| 11-10-2014                                                             | Bucarest                                                               | Romania                                                                | 1 – 1                                                                  | Ungheria                                                               | Qual. Euro 2016                                                        | -1                                                                     |                                                                        |
| 14-10-2014                                                             | Helsinki                                                               | Finlandia                                                              | 0 – 2                                                                  | Romania                                                                | Qual. Euro 2016                                                        | -                                                                      |                                                                        |
| 14-11-2014                                                             | Bucarest                                                               | Romania                                                                | 2 – 0                                                                  | Irlanda del Nord                                                       | Qual. Euro 2016                                                        | -                                                                      |                                                                        |
| 13-6-2015                                                              | Belfast                                                                | Irlanda del Nord                                                       | 0 – 0                                                                  | Romania                                                                | Qual. Euro 2016                                                        | -                                                                      |                                                                        |
| 4-9-2015                                                               | Budapest                                                               | Ungheria                                                               | 0 – 0                                                                  | Romania                                                                | Qual. Euro 2016                                                        | -                                                                      |                                                                        |
| 7-9-2015                                                               | Bucarest                                                               | Romania                                                                | 0 – 0                                                                  | Grecia                                                                 | Qual. Euro 2016                                                        | -                                                                      |                                                                        |
| 8-10-2015                                                              | Bucarest                                                               | Romania                                                                | 1 – 1                                                                  | Finlandia                                                              | Qual. Euro 2016                                                        | -1                                                                     |                                                                        |
| 11-10-2015                                                             | Tórshavn                                                               | Fær Øer                                                                | 0 – 3                                                                  | Romania                                                                | Qual. Euro 2016                                                        | -                                                                      |                                                                        |
| 17-11-2015                                                             | Bologna                                                                | Italia                                                                 | 2 – 2                                                                  | Romania                                                                | Amichevole                                                             | -2                                                                     |                                                                        |
| 27-3-2016                                                              | Cluj-Napoca                                                            | Romania                                                                | 0 – 0                                                                  | Spagna                                                                 | Amichevole                                                             | -                                                                      |                                                                        |
| 29-5-2016                                                              | Torino                                                                 | Romania                                                                | 3 – 4                                                                  | Ucraina                                                                | Amichevole                                                             | -4                                                                     |                                                                        |
| 3-6-2016                                                               | Bucarest                                                               | Romania                                                                | 5 – 1                                                                  | Georgia                                                                | Amichevole                                                             | -1                                                                     |                                                                        |
| 10-6-2016                                                              | Saint-Denis                                                            | Francia                                                                | 2 – 1                                                                  | Romania                                                                | Euro 2016 - 1º turno                                                   | -2                                                                     |                                                                        |
| 15-6-2016                                                              | Parigi                                                                 | Romania                                                                | 1 – 1                                                                  | Svizzera                                                               | Euro 2016 - 1º turno                                                   | -1                                                                     |                                                                        |
| 19-6-2016                                                              | Lione                                                                  | Romania                                                                | 0 – 1                                                                  | Albania                                                                | Euro 2016 - 1º turno                                                   | -1                                                                     |                                                                        |
| 8-10-2016                                                              | Erevan                                                                 | Armenia                                                                | 0 – 5                                                                  | Romania                                                                | Qual. Mondiali 2018                                                    | -                                                                      |                                                                        |
| 11-10-2016                                                             | Astana                                                                 | Kazakistan                                                             | 0 – 0                                                                  | Romania                                                                | Qual. Mondiali 2018                                                    | -                                                                      |                                                                        |
| 11-11-2016                                                             | Bucarest                                                               | Romania                                                                | 0 – 3                                                                  | Polonia                                                                | Qual. Mondiali 2018                                                    | -3                                                                     |                                                                        |
| 26-3-2017                                                              | Cluj-Napoca                                                            | Romania                                                                | 0 – 0                                                                  | Danimarca                                                              | Qual. Mondiali 2018                                                    | -                                                                      |                                                                        |
| 10-6-2017                                                              | Varsavia                                                               | Polonia                                                                | 3 – 1                                                                  | Romania                                                                | Qual. Mondiali 2018                                                    | -3                                                                     |                                                                        |
| 1-9-2017                                                               | Bucarest                                                               | Romania                                                                | 1 – 0                                                                  | Armenia                                                                | Qual. Mondiali 2018                                                    | -                                                                      |                                                                        |
| 4-9-2017                                                               | Podgorica                                                              | Montenegro                                                             | 1 – 0                                                                  | Romania                                                                | Qual. Mondiali 2018                                                    | -1                                                                     |                                                                        |
| 5-10-2017                                                              | Ploiești                                                               | Romania                                                                | 3 – 1                                                                  | Kazakistan                                                             | Qual. Mondiali 2018                                                    | -1                                                                     |                                                                        |
| 8-10-2017                                                              | Copenaghen                                                             | Danimarca                                                              | 1 – 1                                                                  | Romania                                                                | Qual. Mondiali 2018                                                    | -1                                                                     | 54’                                                                    |
| 27-3-2018                                                              | Craiova                                                                | Romania                                                                | 1 – 0                                                                  | Svezia                                                                 | Amichevole                                                             | -                                                                      | 54’                                                                    |
| 31-5-2018                                                              | Graz                                                                   | Romania                                                                | 3 – 2                                                                  | Cile                                                                   | Amichevole                                                             | -2                                                                     |                                                                        |
| 5-6-2018                                                               | Ploiești                                                               | Romania                                                                | 2 – 0                                                                  | Finlandia                                                              | Amichevole                                                             | -                                                                      | 78’                                                                    |
| 7-9-2018                                                               | Ploiești                                                               | Romania                                                                | 0 – 0                                                                  | Montenegro                                                             | UEFA Nations League 2018-2019 - 1º turno                               | -                                                                      |                                                                        |
| 10-9-2018                                                              | Belgrado                                                               | Serbia                                                                 | 2 – 2                                                                  | Romania                                                                | UEFA Nations League 2018-2019 - 1º turno                               | -2                                                                     | 85’                                                                    |
| 11-10-2018                                                             | Vilnius                                                                | Lituania                                                               | 1 – 2                                                                  | Romania                                                                | UEFA Nations League 2018-2019 - 1º turno                               | -1                                                                     |                                                                        |
| 14-10-2018                                                             | Bucarest                                                               | Romania                                                                | 0 – 0                                                                  | Serbia                                                                 | UEFA Nations League 2018-2019 - 1º turno                               | -                                                                      |                                                                        |
| 17-11-2018                                                             | Ploiești                                                               | Romania                                                                | 3 – 0                                                                  | Lituania                                                               | UEFA Nations League 2018-2019 - 1º turno                               | -                                                                      |                                                                        |
| 20-11-2018                                                             | Podgorica                                                              | Montenegro                                                             | 0 – 1                                                                  | Romania                                                                | UEFA Nations League 2018-2019 - 1º turno                               | -                                                                      |                                                                        |
| 23-3-2019                                                              | Solna                                                                  | Svezia                                                                 | 2 – 1                                                                  | Romania                                                                | Qual. Euro 2020                                                        | -2                                                                     |                                                                        |
| 26-3-2019                                                              | Bucarest                                                               | Romania                                                                | 4 – 1                                                                  | Fær Øer                                                                | Qual. Euro 2020                                                        | -1                                                                     | cap.                                                                   |
| 7-6-2019                                                               | Oslo                                                                   | Norvegia                                                               | 2 – 2                                                                  | Romania                                                                | Qual. Euro 2020                                                        | -2                                                                     |                                                                        |
| 10-6-2019                                                              | Ta' Qali                                                               | Malta                                                                  | 0 – 4                                                                  | Romania                                                                | Qual. Euro 2020                                                        | -                                                                      | cap.                                                                   |
| 5-9-2019                                                               | Bucarest                                                               | Romania                                                                | 1 – 2                                                                  | Spagna                                                                 | Qual. Euro 2020                                                        | -2                                                                     |                                                                        |
| 8-9-2019                                                               | Ploiești                                                               | Romania                                                                | 1 – 0                                                                  | Malta                                                                  | Qual. Euro 2020                                                        | -                                                                      |                                                                        |
| 12-10-2019                                                             | Tórshavn                                                               | Fær Øer                                                                | 0 – 3                                                                  | Romania                                                                | Qual. Euro 2020                                                        | -                                                                      |                                                                        |
| 15-10-2019                                                             | Bucarest                                                               | Romania                                                                | 1 – 1                                                                  | Norvegia                                                               | Qual. Euro 2020                                                        | -1                                                                     |                                                                        |
| 15-11-2019                                                             | Bucarest                                                               | Romania                                                                | 0 – 2                                                                  | Svezia                                                                 | Qual. Euro 2020                                                        | -2                                                                     |                                                                        |
| 18-11-2019                                                             | Madrid                                                                 | Spagna                                                                 | 5 – 0                                                                  | Romania                                                                | Qual. Euro 2020                                                        | -                                                                      | cap.                                                                   |
| 4-9-2020                                                               | Bucarest                                                               | Romania                                                                | 1 – 1                                                                  | Irlanda del Nord                                                       | UEFA Nations League 2020-2021 - 1º turno                               | -1                                                                     |                                                                        |
| 7-9-2020                                                               | Vienna                                                                 | Austria                                                                | 2 – 3                                                                  | Romania                                                                | UEFA Nations League 2020-2021 - 1º turno                               | -2                                                                     |                                                                        |
| 8-10-2020                                                              | Reykjavík                                                              | Islanda                                                                | 2 – 1                                                                  | Romania                                                                | Qual. Euro 2020                                                        | -2                                                                     | Cap.                                                                   |
| 11-10-2020                                                             | Oslo                                                                   | Norvegia                                                               | 4 – 0                                                                  | Romania                                                                | UEFA Nations League 2020-2021 - 1º turno                               | -4                                                                     | cap.                                                                   |
| 14-10-2020                                                             | Ploiești                                                               | Romania                                                                | 0 – 1                                                                  | Austria                                                                | UEFA Nations League 2020-2021 - 1º turno                               | -1                                                                     | cap.                                                                   |
| 18-11-2020                                                             | Belfast                                                                | Irlanda del Nord                                                       | 1 – 1                                                                  | Romania                                                                | UEFA Nations League 2020-2021 - 1º turno                               | -1                                                                     | cap.                                                                   |
| Totale                                                                 |                                                                        | Presenze                                                               | 73                                                                     |                                                                        | Reti                                                                   | -69                                                                    |                                                                        |

| Cronologia completa delle presenze e delle reti in nazionale (partite non ufficiali) ― Romania | Cronologia completa delle presenze e delle reti in nazionale (partite non ufficiali) ― Romania | Cronologia completa delle presenze e delle reti in nazionale (partite non ufficiali) ― Romania | Cronologia completa delle presenze e delle reti in nazionale (partite non ufficiali) ― Romania | Cronologia completa delle presenze e delle reti in nazionale (partite non ufficiali) ― Romania | Cronologia completa delle presenze e delle reti in nazionale (partite non ufficiali) ― Romania | Cronologia completa delle presenze e delle reti in nazionale (partite non ufficiali) ― Romania | Cronologia completa delle presenze e delle reti in nazionale (partite non ufficiali) ― Romania |
| Data                                                                                           | Città                                                                                          | In casa                                                                                        | Risultato                                                                                      | Ospiti                                                                                         | Competizione                                                                                   | Reti                                                                                           | Note                                                                                           |
| ---------------------------------------------------------------------------------------------- | ---------------------------------------------------------------------------------------------- | ---------------------------------------------------------------------------------------------- | ---------------------------------------------------------------------------------------------- | ---------------------------------------------------------------------------------------------- | ---------------------------------------------------------------------------------------------- | ---------------------------------------------------------------------------------------------- | ---------------------------------------------------------------------------------------------- |
| 27-1-2012                                                                                      | Belek                                                                                          | Romania                                                                                        | 4 – 0                                                                                          | Turkmenistan                                                                                   | Amichevole                                                                                     | -                                                                                              |                                                                                                |
| Totale                                                                                         |                                                                                                | Presenze                                                                                       | 1                                                                                              |                                                                                                | Reti                                                                                           | 0                                                                                              |                                                                                                |

## Palmarès

### Club
- Coppa di Romania: 1

Steaua Bucarest: 2010-2011
- Campionato rumeno: 2

Steaua Bucarest: 2012-2013, 2013-2014
- Supercoppa di Romania: 1

Steaua Bucarest: 2013
- Campionato italiano: 1

Milan: 2021-2022

### Individuale
- Calciatore rumeno dell'anno: 1

2015